# Chelsea TV
Chelsea TV là một kênh truyền hình dành riêng cho cổ động viên của câu lạc bộ bóng đá Premier League của Anh, Chelsea F.C..
Kênh lần đầu lên sóng vào tháng 8 năm 2001 trên Sky kênh 421 ở Vương quốc Anh và Ireland và chỉ ghi hình hàng ngày tại sân tập của câu lạc bộ. Kênh lên sóng 7 ngày một tuần tại Vương quốc Anh và Ireland từ 8 giờ sáng tới 1 giờ đêm. Người đăng ký có thể xem trực tuyến trên trang chủ của câu lạc bộ www.chelseafc.com
Các phóng sự ngắn & nội dung VOD được xuất bản trực tuyến, trên điện thoại và trên nền tảng mạng xã hội. Tất cả các nội dung này đều trên định dạng HD.
Kênh được phát trực tiếp từ Stamford Bridge và sân tập Cobham hàng ngày.

## Các chương trình
Kênh bao gồm các chương trình trực tiếp, phim tài liệu, các phóng sự và các trực tiếp trận đấu.
Các chương trình chính bao gồm…
- Blues News

Cập nhật hàng ngày lúc 1 giờ và 5 giờ chiều với những tin tức tổng hợp lúc 6 giờ 30 & 10 giờ tối. Tất cả những tin mới nhất trực tiếp từ Stamford Bridge bao gồm các phóng sự từ sân tập của Chelsea và các phỏng vấn độc quyền với cầu thủ. Khi một cầu thủ ký hợp đồng với Chelsea FC một cuộc phỏng vấn độc quyền đầu tiên sẽ được phát trên Chelsea TV và chelseafc.com
- Từng phút trong từng trận đấu của đội một Chelsea

Phát trên Chelsea TV và chelseafc.com, bao gồm các diễn biến trận đấu ngắn hoặc mở rộng và tất cả các trận đấu của Chelsea trong 90 phút.
- Live Football

Chelsea TV trực tiếp tất cả các trận đấu giao hữu trước mùa giải
Trực tiếp các trận đấu của các đội học viện Chelsea bao gồm Barclays U21 Premier League, U19 UEFA Youth League (một vài trận UEFA Champions League) và U18 FA Youth Cup.

### Chương trình ngày thi đấu
- Matchnight Live
- Trước trận đấu tại The Bridge, bình luận trực tiếp & Sau trận đấu tại The Bridge
- Wherever They May Be
- Weekend Review
- Academy Focus
- Legends

## Người dẫn chương trình
Kênh có những người dẫn chương trình cùng với các cựu cầu thủ và bình luận viên.
Những bình luận viên bao gồm các cựu cầu thủ trong các thập niên
1970/80 = Clive Walker, Tommy Langley
1980 = Pat Nevin
1990 = Jason Cundy, Frank Sinclair
2000 = Jody Morris
Những người dẫn chương trình có Gigi Salmon, Ben Andrews, Lee Parker và Neil Barnett.
Các trận đấu của Chelsea thường được bình luận chính bởi Trevor Harris, Ben Andrews (người bình luận các trận chung kết League Cup 2007, FA Cup 2007 và UEFA Champions League 2008), Mark Tompkins, Dan Roebuck và Gary Taphouse. Cundy cũng thường tham gia bình luận cùng và đưa ra cảm xúc khi Chelsea ghi bàn trong các trận đấu lớn.

## Các đài phát sóng
Ở Vương quốc Anh Chelsea TV có thể được xem tại Sky Digital kênh 421. 
Chelsea TV cũng có thể xem ở nhiều quốc gia và vùng lãnh thổ trên Thế giới
| Vùng lãnh thổ | Đài truyền hình    | Website                                                                          |
| --- | ------------------ | -------------------------------------------------------------------------------- |
| |                    |                                                                                  |
| châu Âu |                    |                                                                                  |
| Bỉ | Telenet            | www.telenet.be                                                                   |
| Bosnia Herzegovina, Croatia, Macedonia, Montenegro, Serbia, Slovenia | Sport Klub         | www.sportklub.tv Lưu trữ ngày 18 tháng 10 năm 2014 tại Wayback Machine           |
| Cyprus | CYTA               | www.mivision.com.cy Lưu trữ ngày 10 tháng 2 năm 2009 tại Wayback Machine         |
| Cộng hòa Séc, Slovakia | Nova Sport         | www.nova.cz                                                                      |
| Pháp, Thụy Sĩ, Andorra, Luxembourg, Monaco | Ma Chaine Sport    | www.machainesport.fr Lưu trữ ngày 8 tháng 6 năm 2016 tại Wayback Machine         |
| Iceland | 365                | www.365.is Lưu trữ ngày 29 tháng 4 năm 2018 tại Wayback Machine                  |
| Ba Lan | Polsat             | www.polsatsport.pl                                                               |
| Bồ Đào Nha | Meo                | www.meo.pt                                                                       |
| Tây Ban Nha | Vodafone TV        | tv.vodafone.es                                                                   |
| Nga | Media TV           | www.football-tv.ru                                                               |
| châu Phi & Trung Đông |                    |                                                                                  |
| châu Phi Angola, Burkina Faso, Cameroon, Guinea Xích Đạo, Ethiopia, Ghana, Kenya, Malawi. Cộng hòa Congo, Mozambique, Nigeria, Rwanda, Nam Phi, Tanzania, Uganda, Zambia, Zimbabwe                                                       | Setanta Africa     | www.setanta.com/africa Lưu trữ ngày 12 tháng 7 năm 2015 tại Wayback Machine      |
| Liên Trung Đông Kuwait, Bahrain, Iraq, Jordan, Lebanon, Oman, Palestine (bao gồm Dải Gaza), Qatar, Saudi Arabia, Syria, UAE, Yemen, Algeria, Chad, Ai Cập, Libya, Djibouti, Mauritania, Morocco, Somalia, Sudan và Tunisia (ku vực MENA) | Al Jazeera Sports  | www.aljazeerasport.net Lưu trữ ngày 5 tháng 1 năm 2013 tại Wayback Machine       |
| châu Á |                    |                                                                                  |
| Afghanistan, Bangladesh, Bhutan, Ấn Độ, Maldives, Nepal, Pakistan, Sri Lanka | Ten Sports         | www.tenaction.com Lưu trữ ngày 7 tháng 2 năm 2014 tại Wayback Machine            |
| Trung Quốc | Chong Qing TV      | www.cbg.cn                                                                       |
| Fiji | Fiji TV            | http://fijitv.info/ Lưu trữ ngày 26 tháng 8 năm 2016 tại Wayback Machine         |
| Indonesia | Kompas TV          | www.kompas.tv                                                                    |
| Malaysia | Fox Sports         | www.foxsportsasia.com Lưu trữ ngày 14 tháng 8 năm 2014 tại Wayback Machine       |
| Myanmar | Forever Group      | www.forevergroup.co.mm                                                           |
| New Zealand | Sommet Sports      | www.sommetsports.co.nz Lưu trữ ngày 17 tháng 10 năm 2014 tại Wayback Machine     |
| Thái Lan | SportMaster        | www.sportmaster.co.th Lưu trữ ngày 14 tháng 3 năm 2016 tại Wayback Machine       |
| châu Mỹ |                    |                                                                                  |
| Brazil | Esporte Interativo | br.esporteinterativo.yahoo.com                                                   |
| Mexico, Belize, Costa Rica, El Salvador, Guatemala, Honduras, Panama, Cộng hòa Dominica, Nicaragua | Claro Sports       | http://www.clarosports.com/ Lưu trữ ngày 25 tháng 1 năm 2014 tại Wayback Machine |
| Hoa Kỳ, Canada | One World Sports   | www.oneworldsports.com Lưu trữ ngày 23 tháng 8 năm 2017 tại Wayback Machine      |

Phóng viên: Granit Tërstena